# Inovação tecnológica para a mitigação das alterações climáticas

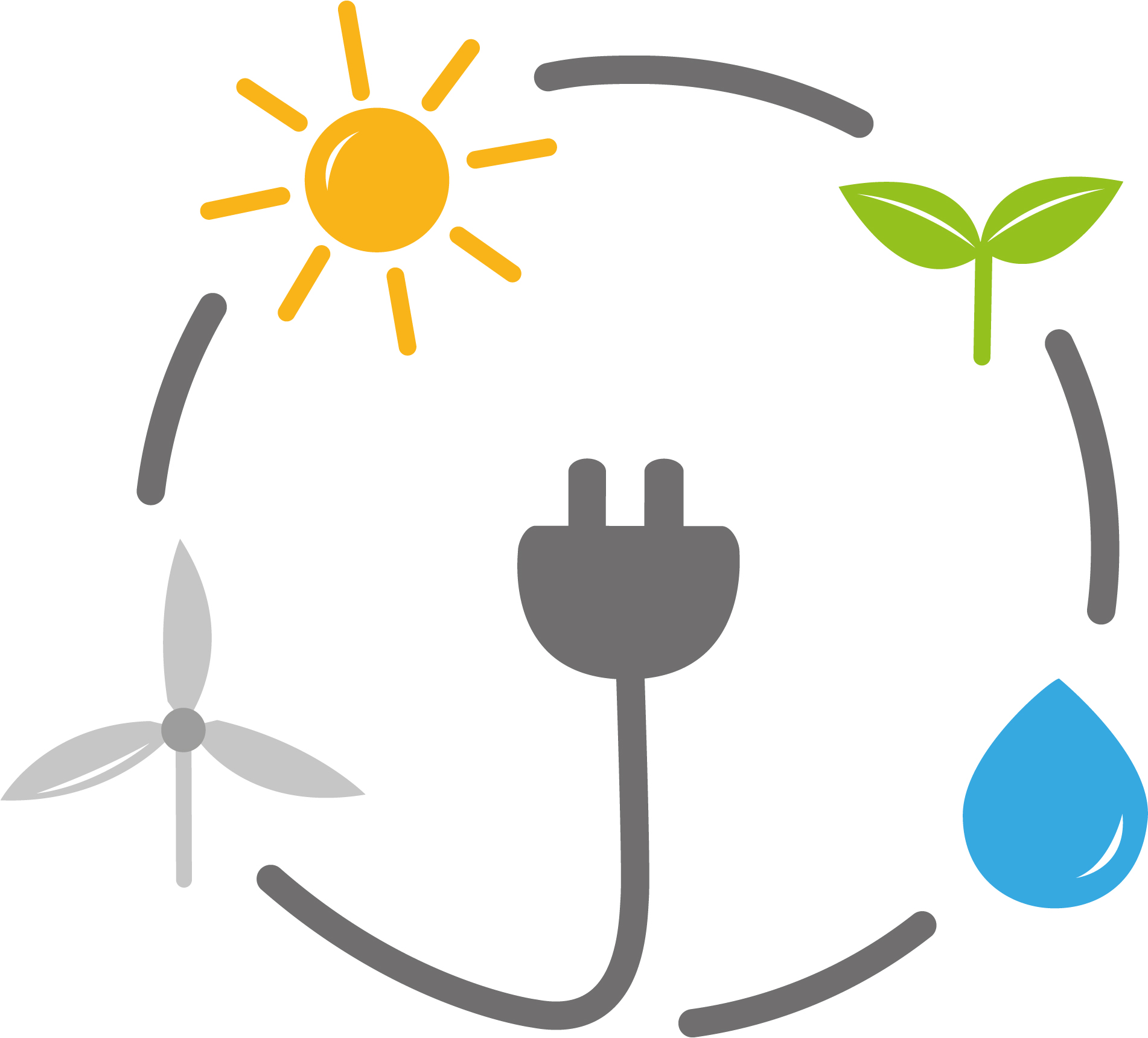
Logo de energias renováveis (energia solar, bioenergía, energia do água, energia eólica).

A inovação tecnológica para a mitigação da mudança climática são ferramentas desenhadas para mitigar as emissões de gases de efeito invernadero, incluídas fontes de energia renováveis como a solar, eólica e hidroelétrica. Estratégias como a criação de variedades de culturas resistentes à seca, a instalação de sistemas de monitoramento e alerta antecipado e a construção de estruturas costeiras são aplicadas para minimizar os impactos negativos das mudanças climáticas.Também há tecnologias climáticas «macias», ca eficiência energética e programas de formação para o uso adequado das equipas.
Nos últimos vinte anos, os governos têm impulsionado o avanço e a disseminação de tecnologias climáticas para países em desenvolvimento por meio da Convenção-Quadro das Nações Unidas sobre Mudança do Clima (CQNUMC). Esses esforços têm desempenhado um papel crucial na redução das emissões de gases de efeito estufa e na mitigação dos impactos adversos do clima.No futuro, os avanços tecnológicos desempenharão um papel crucial na consecução de objectivos mundiais como os do Acordo de Paris, que pretende limitar o aumento da temperatura global a 1,5 °C acima dos níveis preindustriales.

## História
Em 1992, ao criarem a Convenção-Quadro das Nações Unidas sobre Mudança do Clima (CQNUMC), os países incluíram cláusulas que destacavam a relevância da inovação tecnológica como um componente essencial no enfrentamento das mudanças climáticas. Essas disposições estabeleceram as bases para a promoção e transferência de tecnologias climáticas, reconhecendo a necessidade de avanços tecnológicos para mitigar emissões e promover a adaptação às condições climáticas em constante mudança. Por exemplo:
Artigo 4, parágrafo 1
«Todas as Partes têm a obrigação de promover e colaborar no desenvolvimento, aplicação e disseminação, incluindo a transferência, de tecnologias que contribuam para controlar, reduzir ou prevenir as emissões antropogênicas de gases de efeito estufa...».
Artigo 4, parágrafo 5
«Todas as Partes se comprometerão a colaborar na promoção de métodos eficazes para o desenvolvimento, aplicação e disseminação de tecnologias ambientalmente sustentáveis. Além disso, adotarão todas as medidas possíveis para incentivar, facilitar e, conforme apropriado, financiar a transferência dessas tecnologias ou garantir o acesso a elas, com especial atenção aos países em desenvolvimento...».
Entre 1997 e 2001, os países, baseando-se nas iniciativas anteriores, ampliaram seus esforços por meio de um processo consultivo dedicado ao avanço no desenvolvimento e na transferência de tecnologias climáticas. Celebraram-se oficinas regionais em Ásia-Pacífico, África, América Latina e o Caraíbas, nos que se abordaram diversas questões relacionadas com as tecnologias climáticas a nível nacional, regional e internacional. Ademais, em 1997, os países incorporaram uma disposição sobre tecnologia no artigo 10 do Protocolo de Kioto .
Artigo 10
«Os países desenvolvidos, como Partes da Convenção, devem empenhar-se ao máximo para promover, facilitar e financiar, conforme apropriado, a transferência de tecnologias e conhecimentos ambientalmente adequados, ou garantir o acesso a eles, a outras Partes, especialmente aos países em desenvolvimento. Isso visa apoiar a implementação das disposições da Convenção e fortalecer as capacidades dos países em desenvolvimento para enfrentar os desafios climáticos».

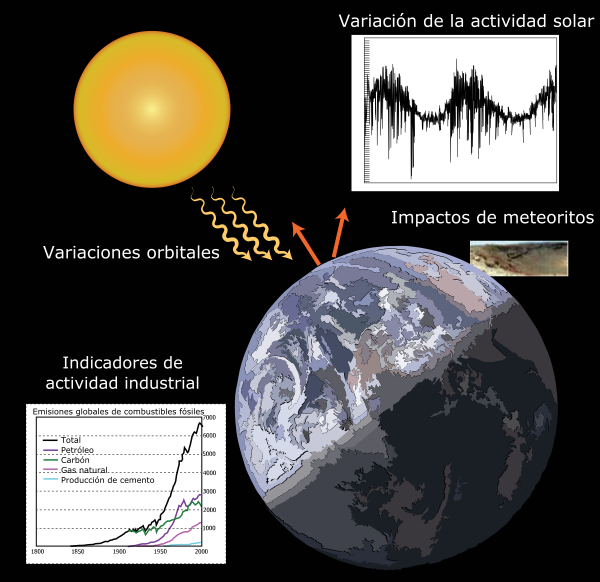
Esquema ilustrativo dos principais factores que afectam à mudança climática.

Em 2001, baseando nos progressos realizados através do processo consultivo, os países estabeleceram o marco de transferência de tecnologia, conhecido formalmente como «Marco de acções para melhorar o aplicativo do artigo 4.5 da Convenção». Além disso, foi estabelecido o Grupo de Especialistas em Transferência de Tecnologia (GETT) para tratar das questões relacionadas ao desenvolvimento e à transferência de tecnologias. Este marco foi estruturado com base em cinco pilares principais:
1. Avaliação das necessidades tecnológicas
2. Informação tecnológica
3. Condições propícias para a transferência de tecnologia
4. Criação de capacidade para a transferência de tecnologia
5. Mecanismos de transferência de tecnologia

Em 2007, foram adicionados quatro subtemas específicos ao componente de mecanismos: financiamento inovador, cooperação internacional, desenvolvimento de tecnologias endógenas e pesquisa e desenvolvimento colaborativo. Entre 2001 e 2010, tanto o GETT como o marco de transferência de tecnologia ajudaram aos países em desenvolvimento a abordar os reptos tecnológicos e a pôr em marcha diversas actividades de transferência de tecnologia.Por meio dessas iniciativas, os países criaram e fortaleceram mecanismos para avaliar suas necessidades tecnológicas. Após identificar essas demandas, o GETT analisou formas de oferecer financiamento e capacitação, desenvolveu orientações específicas e promoveu oficinas regionais para capacitar gestores de projetos na elaboração de propostas de financiamento. Este trabalho conduziu em 2008 à criação do Programa Estratégico de Poznan sobre transferência de tecnologia no marco do Fundo para o Meio ambiente Mundial. Ademais, o GETT pesquisou métodos para supervisionar e avaliar a eficácia do marco, propondo estratégias e opções para acelerar a transferência de tecnologia em longo prazo. Em 2010, o mandato do GETT concluiu com a criação do Mecanismo Tecnológico, e o Comité Executivo de Tecnologia (CET) assumiu a responsabilidade de aplicar o marco de transferência de tecnologia em adiante.
Um dos principais resultados do marco de transferência de tecnologia foi a implementação das Avaliações de Necessidades Tecnológicas (ENT). Essas avaliações consistem em um conjunto de atividades realizadas pelos países em desenvolvimento com o objetivo de identificar suas prioridades e necessidades em relação às tecnologias necessárias para enfrentar os desafios climáticos. Desde 1999, mais de 85 países têm realizado ENT para fazer frente aos reptos da mudança climática.
Mediante o processo de ENT, os países em desenvolvimento
- Identificam soluções tecnológicas para combater a mudança climática e avançar em seu desenvolvimento nacional.
- Reforçam as capacidades nacionais para apoiar o desenvolvimento sustentável.
- Desenham planos de acção tecnológica para aplicar e demonstrar a viabilidade destas tecnologias.

O Programa para o Meio ambiente Mundial (FMAM), o Fundo para o Meio ambiente Mundial (FMAM), o Programa das Nações Unidas para o Meio ambiente (PNUMA) em colaboração com a Universidade Técnica de Dinamarca (UDP) e o Programa das Nações Unidas para o Desenvolvimento (PNUD) têm apoiado estas iniciativas. Em 2016, a Universidade Técnica da Dinamarca (UDP) iniciou a segunda fase do Projeto Global de Avaliação das Necessidades Tecnológicas (ENT), financiado pelo FMAM. Este projeto ofereceu suporte técnico e financeiro a 24 países, permitindo que realizassem as avaliações necessárias para identificar suas prioridades e necessidades tecnológicas em relação às mudanças climáticas.

## Financiamento
O Fundo para o Meio Ambiente Mundial (FMAM) e o Fundo Verde para o Clima (FVC) oferecem suporte financeiro aos países em desenvolvimento para promover a criação e implementação de tecnologias climáticas. Desde 1991, o FMAM tem facilitado a realização de mais de 800 projetos voltados para a transferência de tecnologias de mitigação, com um investimento superior a 5 bilhões de dólares, além de uma cofinanciação de 40 bilhões de dólares.
Desde 2001, o FMAM também tem apoiado a transferência de tecnologias de adaptação através do Fundo para os Países Menos Adiantados e o Fundo Especial para a Mudança Climática, que têm financiado mais de 300 projectos com uma contribuição combinada a mais de 1.000 milhões de dólares. Este programa visa aumentar o investimento em transferências tecnológicas e apoiar os países em desenvolvimento na implementação de soluções para mitigar os efeitos do clima. Este programa, dotado inicialmente com 50 milhões de dólares, procura aumentar o investimento em transferência de tecnologia e ajudar aos países em desenvolvimento a satisfazer suas necessidades de adaptação à mudança climática.
O FVC, que iniciou a distribuição de recursos em 2015, está projetado para assumir um papel essencial no avanço do desenvolvimento e da transferência de tecnologias climáticas nos próximos anos.Para acelerar a acção contra a mudança climática, os países estão a trabalhar para reforçar a colaboração entre o Mecanismo Financeiro e o Mecanismo Tecnológico da CMNUCC.

## Mecanismo

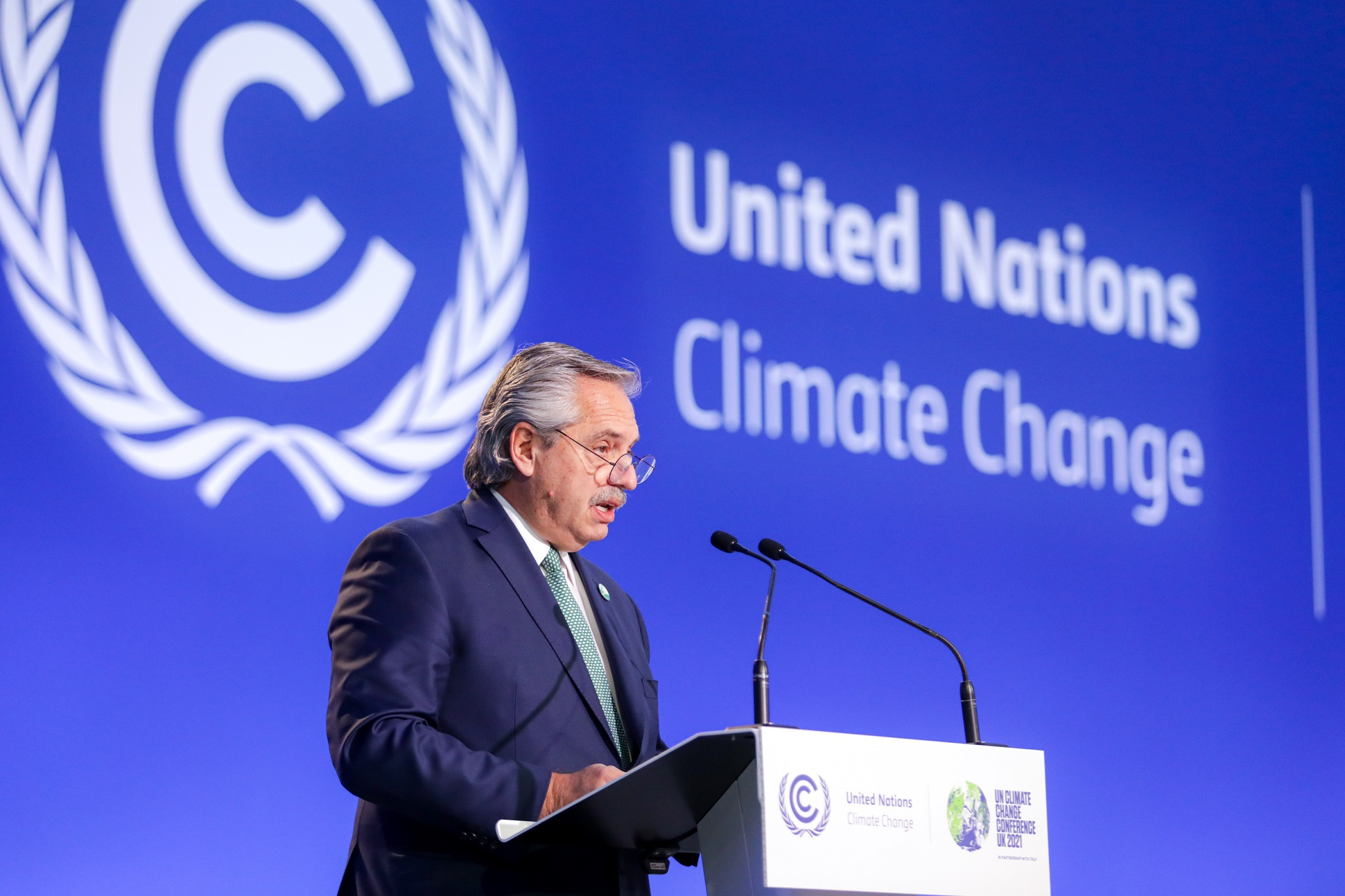
Alberto Fernández na Conferência das Nações Unidas sobre a Mudança Climática de 2021.

Em 2010, os países reforçaram suas iniciativas em matéria de tecnologia climática com a criação do Mecanismo Tecnológico, composto por duas entidades complementares: o Comité Executivo de Tecnologia (CET) e o Centro e Rede de Tecnologia do Clima (CTCN). O CET, encarregado das políticas do Mecanismo, analisa as questões tecnológicas e propõe recomendações para que os países melhorem suas actuações neste âmbito. Este comitê é composto por 20 especialistas em tecnologia, com uma distribuição equilibrada entre representantes de países desenvolvidos e em desenvolvimento.
O CTCN, como órgão executivo, foca em três serviços principais: oferecer apoio técnico aos países em desenvolvimento que solicitem ajuda, garantir o acesso ao conhecimento sobre tecnologias climáticas e promover a cooperação entre as diversas partes interessadas neste campo.
Está gerido pelo Programa das Nações Unidas para o Meio ambiente (PNUMA) junto com a Organização das Nações Unidas para o Desenvolvimento Industrial (ONUDI) e conta com o apoio de 11 instituições associadas. 

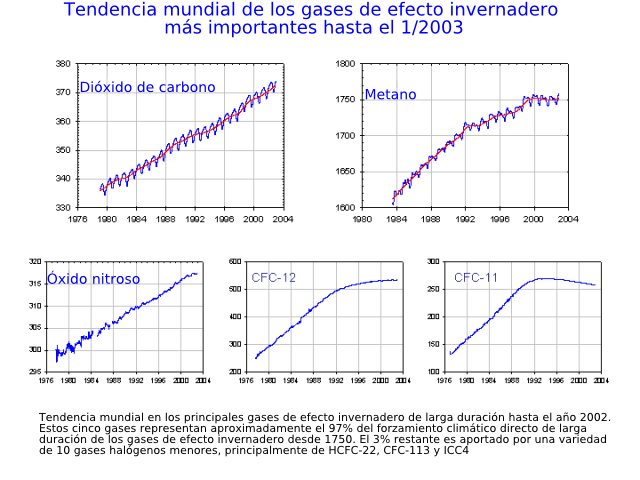
Tendência mundial dos gases efeito invernadero.

Desde sua criação, o CTCN tem desempenhado um papel fundamental na formulação de políticas relacionadas às tecnologias climáticas, abordando temas como o financiamento dessas tecnologias, as condições favoráveis para sua implementação, os desafios enfrentados, a inovação tecnológica, além das tecnologias voltadas para mitigação e adaptação às mudanças climáticas. Também tem se dedicado à análise das necessidades tecnológicas e à promoção da pesquisa, desenvolvimento e demonstração de novas soluções tecnológicas para o clima.
Também se consolidou como centro mundial de apoio e informação, gerindo uma rede internacional a mais de 150 organizações que ajudam aos países em desenvolvimento a encontrar soluções tecnológicas à mudança climática. Em 2016, o CTCN já havia atendido a mais de 100 pedidos de assistência de países em desenvolvimento, abordando desafios relacionados tanto à mitigação quanto à adaptação às mudanças climáticas. Esses pedidos refletem a diversidade de problemas enfrentados globalmente, destacando a ampla gama de necessidades tecnológicas que surgem em diferentes contextos climáticos e regionais. Entre seus lucros, ajudou a Bután a reduzir as emissões de gases de efeito invernadero no transporte público e colaborou com Namibia na elaboração de um plano de captación de água. Mais de 140 países têm designado entidades nacionais através das quais se canalizam as solicitações de assistência técnica ao CTCN.
Aprovado pelos países em 2015, o Acordo de Paris representou um marco na resposta global às mudanças climáticas, inaugurando um novo capítulo neste desafio. Este pacto estabeleceu as bases para estimular o avanço e a disseminação de tecnologias climáticas indispensáveis. Nesse contexto, o mecanismo tecnológico foi incorporado como um elemento central do acordo, consolidando-se como um pilar essencial para sua implementação eficaz.

Participantes do Acordo de Paris.

As Partes compartilham uma visão de longo prazo que enfatiza a relevância de promover integralmente o desenvolvimento e a disseminação de tecnologias, com o objetivo de fortalecer a resiliência às mudanças climáticas e diminuir as emissões de gases de efeito estufa.
O Mecanismo Tecnológico e o marco tecnológico atuam em conjunto para apoiar os países em seus esforços de conter o aumento da temperatura global e se adaptar aos impactos das mudanças climáticas.
O Acordo de Paris também define uma visão de longo prazo para o desenvolvimento e a implementação de tecnologias climáticas.
Artigo 10, parágrafo 1
«As Partes compartilham uma visão de longo prazo que enfatiza a relevância de promover integralmente o desenvolvimento e a disseminação de tecnologias, com o objetivo de fortalecer a resiliência às mudanças climáticas e diminuir as emissões de gases de efeito estufa.».

## Tecnologias aplicadas
Desde que foi firmado o Acordo de Paris em 2015, as nações têm adotado tecnologias avançadas e criativas para enfrentar os desafios das mudanças climáticas, com foco em mitigação, adaptação e a transição para fontes de energia sustentável. Exemplos marcantes dessas iniciativas incluem:
Energias renováveis

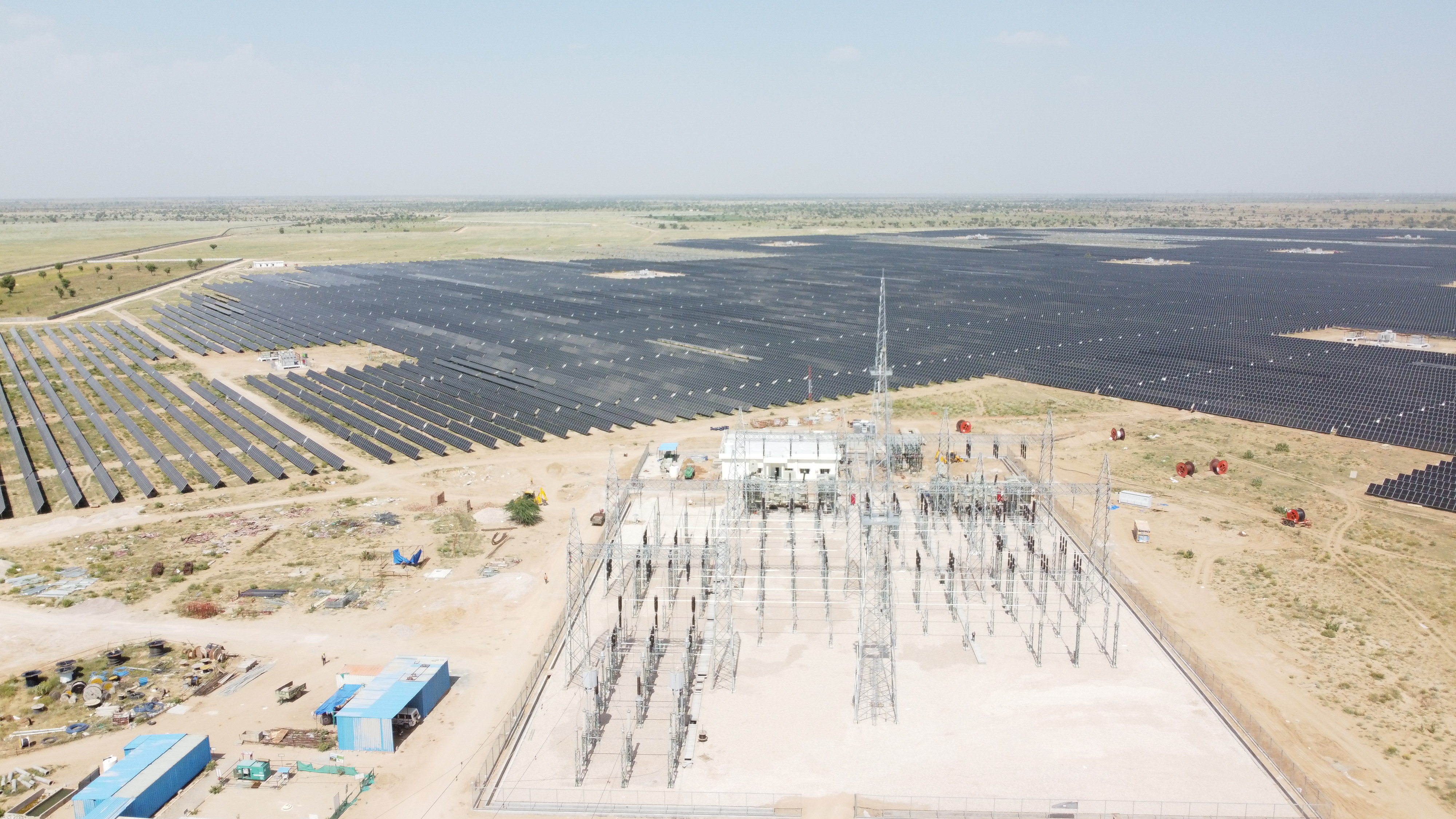
Planta de energia solar AMP.

- Índia: Com projectos emblemáticos como o Parque Solar Bhadla, um dos maiores do mundo, Índia está a transformar sua matriz energética. Este parque tem uma capacidade instalada a mais de 2.245 MW e é um exemplo finque de como os países estão a apostar pela energia solar em grandes extensões de terras áridas.[2][3]

- Alemanha: Além de liderar a geração de energia eólica, Alemanha tem promovido sistemas descentralizados de painéis solares em tejados domésticos, integrados com baterias para o armazenamento de energia. Isto ajuda a estabilizar a rede e reduz a dependência dos combustíveis fósseis.[4]

- África: Países como Kenia e Etiópia têm adoptado cultivos adaptados às condições áridas, como variedades resistentes ao calor e a seca. Ademais, aplicaram-se técnicas eficientes de irrigación e reforestación para mitigar a desertificación.[5]

- Ásia: Em Índia e Bangladesh estão a introduzir-se variedades de arroz tolerantes à água salgada para proteger os cultivos em zonas propensas a inundações ou à intrusión de água marinha devido à subida do nível do mar.[5]

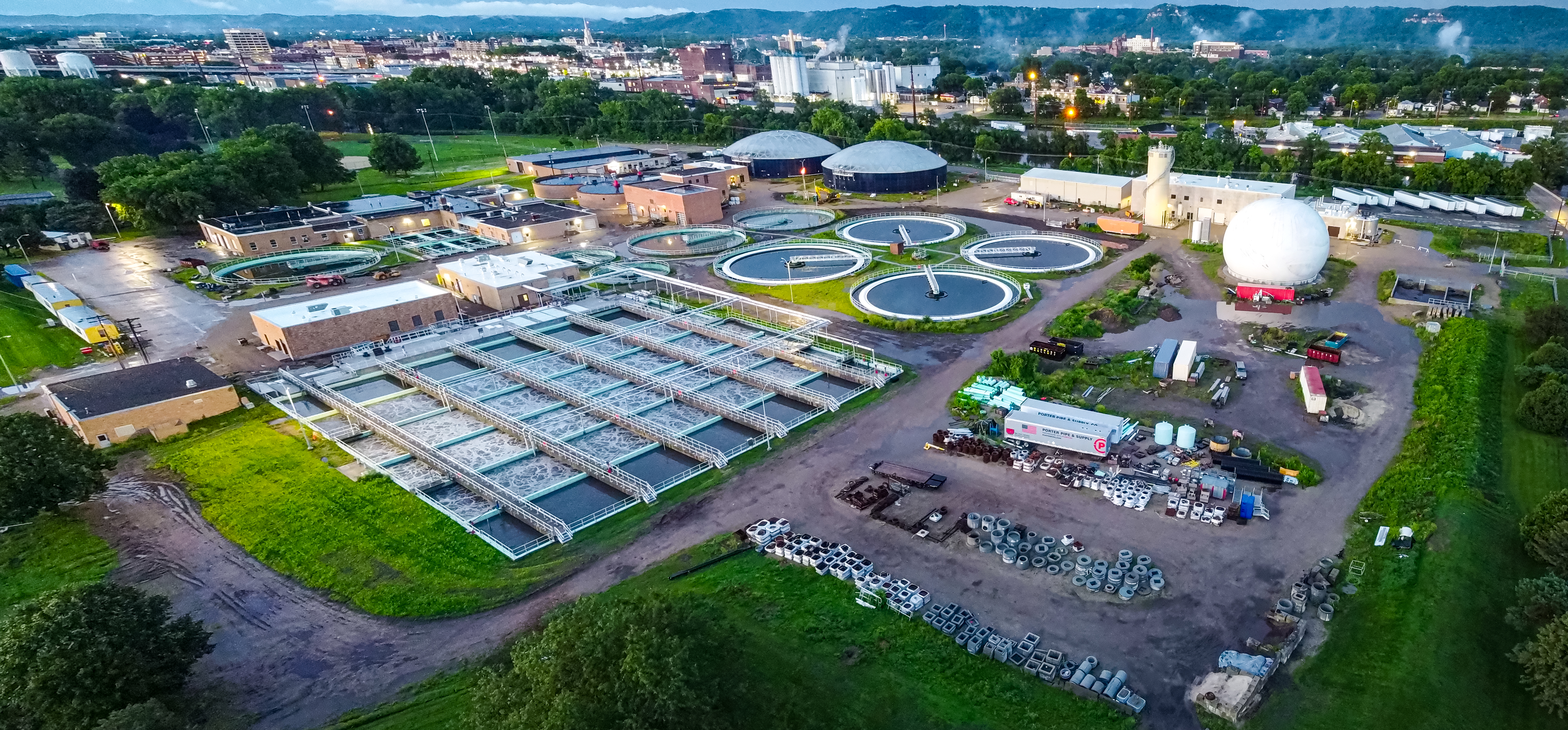
Planta de tratamento de águas residuais dA Crosse.

Tecnologias de depuração e reciclaje do água
- Tanzânia: Está a utilizar-se energia solar para alimentar sistemas de purificação de água em comunidades remotas. Isto não só melhora a qualidade da água disponível, sina que também reduz a dependência dos combustíveis fósseis para fazer funcionar estes sistemas.[5]

- México: Em regiões com escassez de água, estão a desenvolver-se plantas de tratamento de água que integram tecnologias avançadas de reciclaje e reutilização, beneficiando tanto a comunidades rurais como urbanas .[2]

Electrificación do transporte

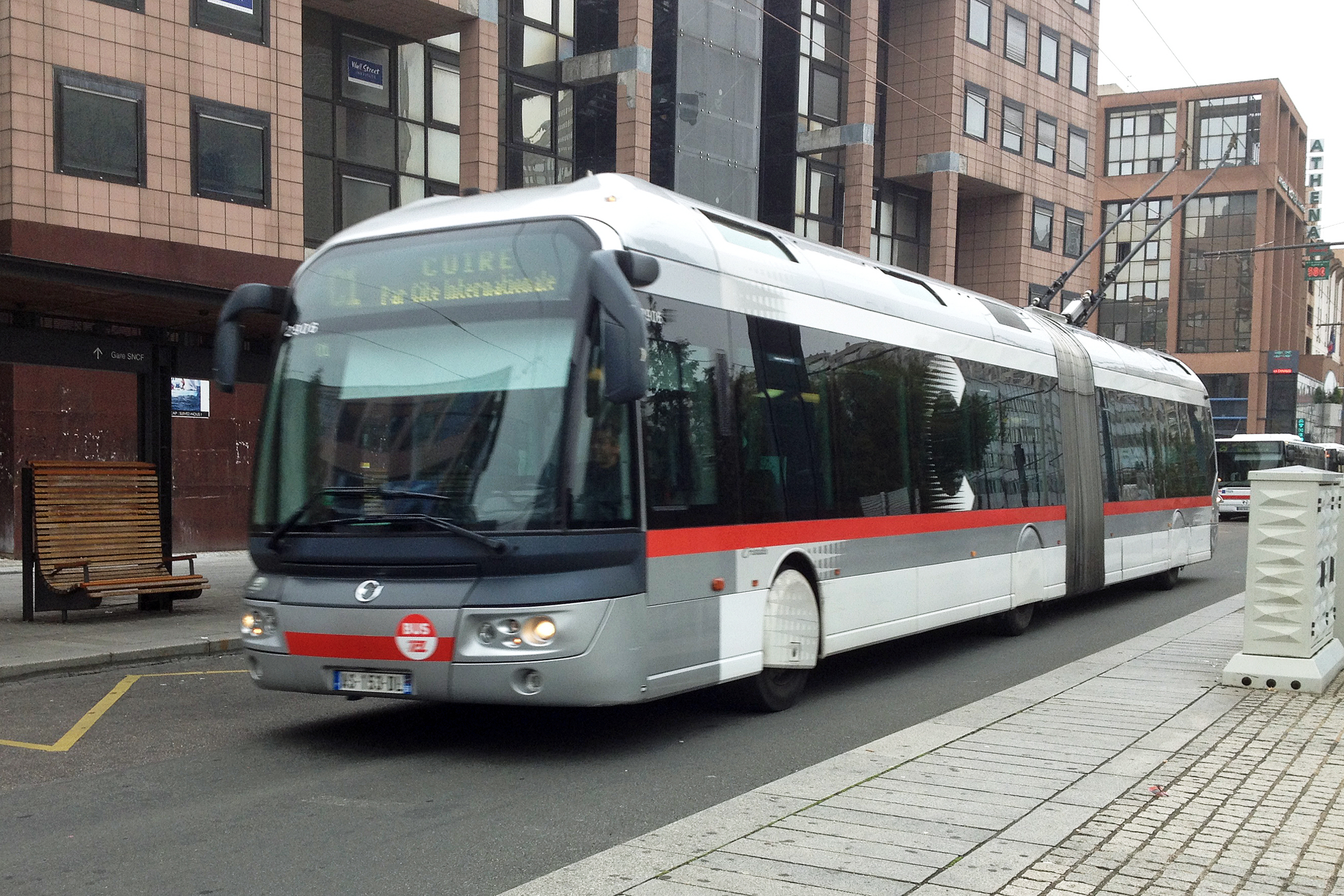
Tolebús em Lyon, França.

- Noruega: Reconhecido como líder mundial na transição aos veículos elétricos, Noruega oferece isenções fiscais e tem instalado uma densa rede de estações de recarrega. Actualmente, mais de 80% dos veículos novos vendidos no país são elétricos.[4]

- América Latina: Em cidades como Bogotá (Colômbia) e Santiago (Chile), se introduziram autocarros elétricos nos sistemas de transporte público. Isto reduz as emissões e melhora a qualidade do ar em zonas urbanas densamente povoadas.[4][5]

Animação do terramoto do Oceano Índico de 2004.

Protecção contra as catástrofes naturais
- Japão: Japão tem desenvolvido sistemas avançados de alerta temporã de tsunamis e tifones, junto com infra-estruturas resistentes às catástrofes, como malecones e sistemas de drenagem do metro de Tokio.[2]

- Bangladesh: Estão a construir-se refúgios climáticos e reforçando os diques para proteger às comunidades costeras de ciclones e inundações, com tecnologia financiada por organismos internacionais.[3]

Programas de inovação climática

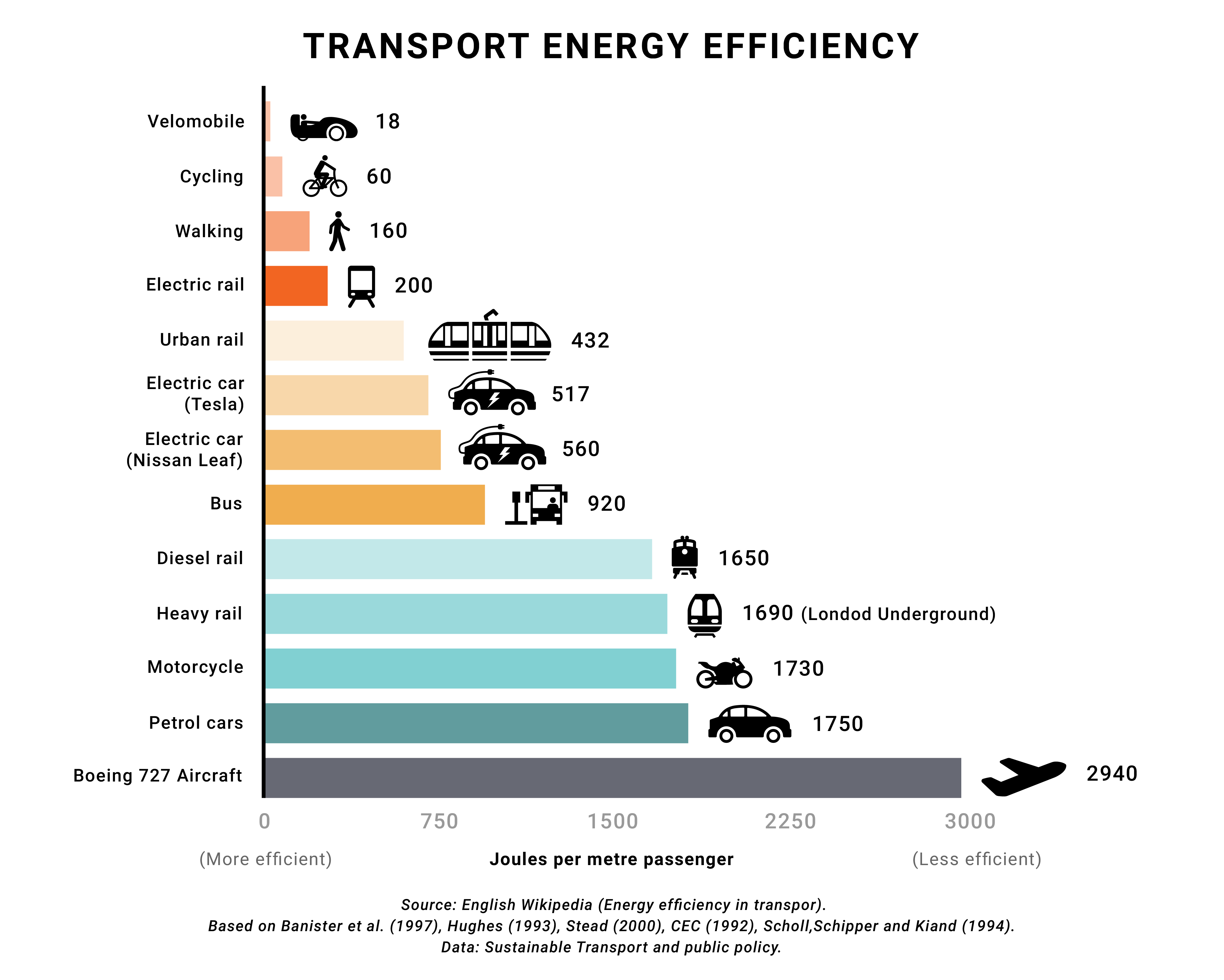
Eficiência Energética nos transportes.

- Fundo de Adaptação: Este fundo põe em marcha o programa Acelerador de Inovação Climática, que oferece pequenas subvenções e formação a jovens inovadores de países em desenvolvimento. As soluções incluem tecnologias de gestão do água, eficiência energética e adaptação agrícola.[5]

- Rede CTCN (Centro e Rede de Tecnologia do Clima): Com mais de 150 organizações mundiais, o CTCN facilita a transferência de tecnologias climáticas e responde a petições específicas dos países em desenvolvimento. Alguns exemplos são as soluções tecnológicas para melhorar a captación de água em Namibia e reduzir as emissões do transporte em Bután.[5]